# Béthisy-Saint-Pierre
Béthisy-Saint-Pierre és un municipi francès, situat al departament de l'Oise i a la regió dels Alts de França. L'any 2007 tenia 3.124 habitants.

## Demografia

### Població
El 2007 la població de fet de Béthisy-Saint-Pierre era de 3.124 persones. Hi havia 1.166 famílies de les quals 279 eren unipersonals (133 homes vivint sols i 146 dones vivint soles), 343 parelles sense fills, 468 parelles amb fills i 76 famílies monoparentals amb fills.
La població ha evolucionat segons el següent gràfic:
Habitants censats

### Habitatges
El 2007 hi havia 1.266 habitatges, 1.203 eren l'habitatge principal de la família, 15 eren segones residències i 47 estaven desocupats. 980 eren cases i 282 eren apartaments. Dels 1.203 habitatges principals, 819 estaven ocupats pels seus propietaris, 349 estaven llogats i ocupats pels llogaters i 34 estaven cedits a títol gratuït; 19 tenien una cambra, 87 en tenien dues, 241 en tenien tres, 383 en tenien quatre i 474 en tenien cinc o més. 726 habitatges disposaven pel capbaix d'una plaça de pàrquing. A 558 habitatges hi havia un automòbil i a 473 n'hi havia dos o més.

### Piràmide de població
La piràmide de població per edats i sexe el 2009 era:
| Homes | Edats   | Dones |
| ----- | ------- | ----- |
| 0     | 95 o +  | 0     |
| 4     | 90 a 94 | 16    |
| 12    | 85 a 89 | 32    |
| 16    | 80 a 84 | 20    |
| 52    | 75 a 79 | 52    |
| 48    | 70 a 74 | 116   |
| 48    | 65 a 69 | 52    |
| 44    | 60 a 64 | 60    |
| 76    | 55 a 59 | 52    |
| 144   | 50 a 54 | 132   |
| 96    | 45 a 49 | 108   |
| 92    | 40 a 44 | 128   |
| 100   | 35 a 39 | 112   |
| 148   | 30 a 34 | 136   |
| 92    | 25 a 29 | 92    |
| 116   | 20 a 24 | 68    |
| 128   | 15 a 19 | 80    |
| 108   | 10 a 14 | 120   |
| 92    | 5 a 9   | 96    |
| 108   | 0 a 4   | 108   |

## Economia
El 2007 la població en edat de treballar era de 2.055 persones, 1.515 eren actives i 540 eren inactives. De les 1.515 persones actives 1.330 estaven ocupades (749 homes i 581 dones) i 185 estaven aturades (81 homes i 104 dones). De les 540 persones inactives 147 estaven jubilades, 161 estaven estudiant i 232 estaven classificades com a «altres inactius».

### Ingressos
El 2009 a Béthisy-Saint-Pierre hi havia 1.205 unitats fiscals que integraven 3.051,5 persones, la mediana anual d'ingressos fiscals per persona era de 18.075 €.

### Activitats econòmiques
Dels 85 establiments que hi havia el 2007, 2 eren d'empreses extractives, 2 d'empreses alimentàries, 7 d'empreses de fabricació d'altres productes industrials, 10 d'empreses de construcció, 11 d'empreses de comerç i reparació d'automòbils, 4 d'empreses de transport, 6 d'empreses d'hostatgeria i restauració, 3 d'empreses financeres, 3 d'empreses immobiliàries, 13 d'empreses de serveis, 17 d'entitats de l'administració pública i 7 d'empreses classificades com a «altres activitats de serveis».
Dels 28 establiments de servei als particulars que hi havia el 2009, 1 era una oficina de correu, 2 oficines bancàries, 2 funeràries, 1 taller de reparació d'automòbils i de material agrícola, 1 autoescola, 4 paletes, 2 guixaires pintors, 2 lampisteries, 2 electricistes, 1 empresa de construcció, 4 perruqueries, 4 restaurants i 2 agències immobiliàries.
Dels 7 establiments comercials que hi havia el 2009, 1 era un hipermercat, 3 fleques, 1 una fleca, 1 una peixateria i 1 una sabateria.
L'any 2000 a Béthisy-Saint-Pierre hi havia 7 explotacions agrícoles.

## Equipaments sanitaris i escolars
L'únic equipament sanitari que hi havia el 2009 era una farmàcia.
El 2009 hi havia 2 escoles maternals i 3 escoles elementals.

## Poblacions més properes
El següent diagrama mostra les poblacions més properes.